# Tlenek fosforu
Tlenek fosforu, nazwa Stocka: tlenek fosforu(II), PO – nietrwały nieorganiczny związek chemiczny z grupy tlenków fosforów, w którym fosfor występuje na II stopniu utlenienia.
Ma jeden niesparowany elektron (jest rodnikiem), jest niestabilny i bardzo reaktywny.
Ze względu na nietrwałość nie został wyizolowany w czystej postaci. Powstaje obok innych tlenków fosforu podczas powolnego utleniania białego fosforu na powietrzu (bierze udział w reakcjach powodujących chemiluminescencję tego pierwiastka), a także w wyniku rozkładu innych związków fosforu (POCl
3, P
2O
5) poddanych działaniu niskotemperaturowych wyładowań elektrycznych, np. w rurce Geisslera lub umieszczonych w łuku elektrycznym. Inne metody jego tworzenia to np. niskotemperaturowe spalanie par białego fosforu w strumieniu powietrza rozcieńczonego za pomocą CO
2 lub reakcja białego fosforu z tlenem lub ozonem w matrycy zestalonego argonu, poddanych działaniu plazmy powstającej podczas wyładowań o częstotliwości mikrofalowej (z wykorzystaniem mikrofalowych generatorów plazmy) lub ablacji laserowej.
Identyfikuje się go za pomocą metod spektralnych. Ma bardzo bogate widmo, od dalekiego ultrafioletu do dalekiej podczerwieni i mikrofal. W spektroskopii w podczerwieni daje charakterystyczne pasmo przy 1218,3 cm−1. Analizę przeprowadza się bezpośrednio w fazie gazowej lub w fazie stałej, wiążąc produkt w matryce zestalonego argonu.
Poza Ziemią został wykryty w 2007 r. na VY Canis Majoris, jako pierwszy związek fosforu w przestrzeni kosmicznej zawierający wiązanie fosfor–tlen (wcześniej zaobserwowano HC≡P, P≡N, PH
3 i CP).